# Bashenaren
Bashenaren bezeichnete in der bessarabischen Ständeordnung zur Zeit der Zugehörigkeit zu Russland im 19. Jahrhundert Kolonisten, „meist serbische oder bulgarische Ansiedler aus der Türkei“. In der Ständeordnung befanden sie sich unter den Stadtbewohnern und über den Skutelniken. 